# Cinemeccanica
Cinemeccanica è un'azienda produttrice di proiettori e altre apparecchiature cinematografiche. È stata fondata nel maggio 1920 e i suoi proiettori, analogici o digitali, si possono trovare nelle cabine di proiezione dei cinematografi di tutto il mondo.

## Storia
Dalla fondazione l'azienda si è occupata della produzione di motori per motociclette e pezzi di fusione. Dal 1924, vengono abbandonate tutte le produzioni accessorie e l'azienda si dedica esclusivamente alla produzione di apparecchiature e attrezzature per sale cinematografiche. Successivamente entrano in produzione le prime cineprese leggere con pellicole a 35 millimetri. Dagli anni '40 cominciano le esportazioni europee, dagli anni '60 quelle destinate al mercato cinematografico americano.
La società è diventata negli anni '70 leader a livello mondiale per la produzione di apparecchiature per il cinema (proiettori, sistemi audio, moviole,..) e a partire dal 2004 ha affrontato il cambiamento dalle tradizionali proiezioni in pellicola a quelle digitali.
Ancora oggi il brand è conosciuto a livello internazionale e continua a fornire prodotti e servizi per il cinema digitale.

## Prodotti
I prodotti storici della produzione Cinemeccanica sono i proiettori cinematografici Victoria.
Negli anni Trenta compaiono i primi modelli di cinefurgoni sonori basati su telai FIAT. Essi sono delle autentiche cabine cinematografiche mobili per la proiezione di film e la diffusione di programmi radiofonici e riproduzione di dischi con messaggi di propaganda e pubblicità. In questi complessi veniva di solito utilizzato il proiettore Victoria III.

### Il Proiettore Victoria X per pellicole 70-35mm
Con l’avvento della pellicola a 70mm, introdotta a partire dal sistema Todd-AO creato dal produttore di Broadway Michael Todd (1955-56), la Cinemeccanica progetta e costruisce alcuni prototipi di quello che è il suo primo proiettore 35/70 mm, ovvero il Victoria X.
Nato dalla volontà di creare un proiettore che fosse compatibile con pellicole 35 mm e 70 mm, e in questo senso rapidamente adattabile a seconda delle esigenze, il Victoria X farà il suo debutto alla Mostra del Cinema di Venezia del 1957.

### La collaborazione con la Rank Organisation
Nel 1959 la Cinemeccanica firma un accordo con l'inglese Rank Organisation con il quale la Rank smette di produrre la sua gamma Gaumont Kalee e incomincia a installare le apparecchiature della Cinemeccanica in tutti i suoi cinema e a commercializzarli in 33 paesi.

### Il Proiettore Victoria 8: la Rolls-Royce dei proiettori

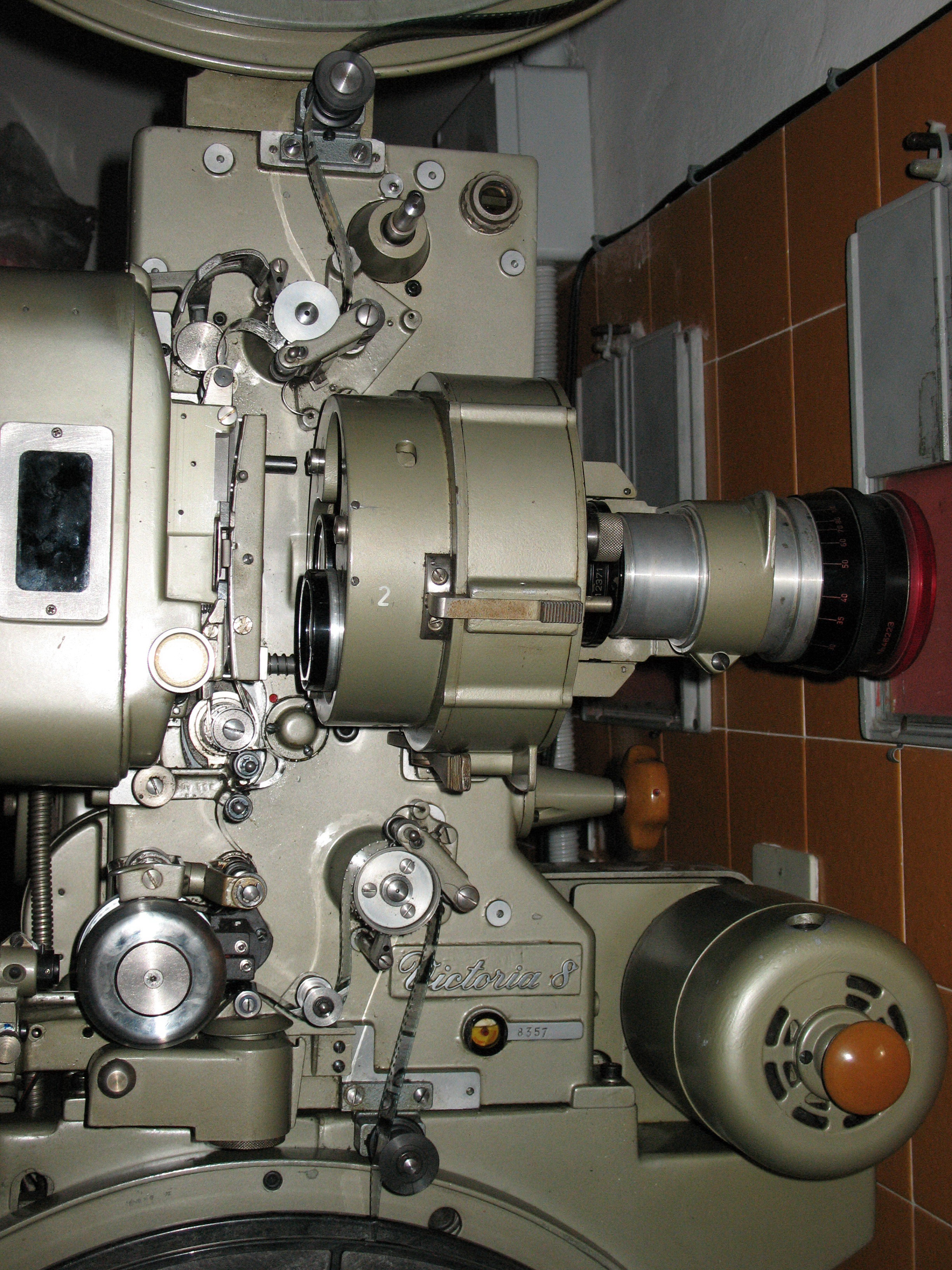
Proiettore cinematografico Cinemeccanica con testa di proiezione Victoria 8 35.

Dal 1960 è in produzione il modello Victoria 8, un proiettore poco versatile ma molto resistente da molti considerato la Rolls-Royce dei proiettori.
Il Victoria 8 è considerato il proiettore di più alto livello qualitativo prodotto dall'azienda.
Dal 1975 entra in produzione il Victoria 5: più versatile del Victoria 8, si impone sui mercati di settore. Entrambi i proiettori sono tutt'oggi in produzione e molto diffusi e utilizzati.
Dopo i proiettori analogici la produzione della società è passata a quelli digitali e ai server cinema, creando una linea completa di apparecchiature denominata Cinecloud.
Nel 2015 è avvenuto anche il lancio ufficiale nel mercato internazionale della prima sorgente di luce laser applicabile a qualsiasi proiettore DLP dotato di lampada Xenon. Il prodotto è conosciuto sul mercato con il nome di LUX
Oggi Cinemeccanica S.p.A è produttore, rivenditore ed installatore a livello nazionale ed internazionale di: proiettori cinematografici; kit laser RGB o fosforo; proiettori 35mm e 70mm, lampade xenon; processori audio, amplificatori analogici e digitali, casse acustiche, suono immersivo Dolby Atmos, mixer, microfoni; sistemi 3D; schermi e telai;Display, Videowall e Ledwall; software controllo qualità di proiezione IMAGO; software controllo programmazione TMS; luci e palchi; poltrone fisse o reclinabili, con movimento meccanico o con 1, 2 o 3 motori.

## Tecnologie
Nel 1992, Cinemeccanica grazie ad una partnership con Dolby Laboratories, l'azienda madre del sistema Dolby Digital, mette a punto un sistema per la lettura del suono digitale, che ben presto si diffonde come standard.
Nel 2003 Cinemeccanica firma un accordo OEM con Barco, per la produzione di proiettori digitali.